# Регистрационен номер на МПС (САЩ)
В номерата на американските автомобили няма включен МПС код, а номерът представлява комбинация от букви и цифри. Номерата се издават от съответния щат. Над или под номера пише името на щата, който е издал номера, например California, New York и т.н. Номерните знаци често съдържат символиката, цвета или слоганите на своя щат.
Също така водачът на МПС-то може да си направи по поръчка регистрационния номер, който дори може да включва освен числа и букви също и символи като звездички, сърчица и други. Тъй като ако номерът е съставен от букви се използва латинската азбука, някои българи си правят номерата с визуално еднакви букви на латинската азбука отговарящи на българската и например може да се види номер, който да изглежда така: ВАРНА.
В повечето американски щати се дават два номера, които се закачат отпред и отзад на колата. Някои американски щати понастоящем строго налагат закони, които изискват всички коли да имат две регистрационни табели (по една отпред и отзад). Това трябва да подобри ефективността на фотокамерите, които снимат автоматично нарушителите, минаващи при червен сигнал на светофара. В някои щати обаче (Индиана, Мичиган, Пенсилвания и в повечето южни щати) е достатъчно да се сложи само един номер отзад на колата (предна табела се слага по желание, или властите дават само една табела, която в тези щати се слага в задната част на колата).
Интересна новост за САЩ е, че в щата Калифорния от началото на 2018 г. са разрешени дигитални автомобилни номера. Разработени са от фирмата Reviver Auto с подкрепата на Ford Motor Company. Табелите с номерата имат връзка с Интернет и могат да показват, освен регистрационните данни, различни полезни съобщения, обаждания и послания (стига да е позволено в щата, през който се движи колата).